# モー包囲戦
モー包囲戦（モーほういせん、英語: Siege of Meaux）は、 1421年10月から1422年5月にかけてフランス王国とイングランド王国の間で行われた百年戦争の戦いの一つである。イングランド王ヘンリー5世率いるイングランド軍が、パリ北東のモーの町を包囲して8カ月の攻城戦の後に攻略した。勝利したものの、ヘンリー5世は冬季の陣中で疫病にかかり、3カ月後に病死した。

## 背景
1415年、ヘンリー5世はフランスに上陸してアジャンクールの戦いでフランス軍を大敗させた。イングランドと同盟を結ぶブルゴーニュ派はこれに乗じてパリを掌握し、1417年に再上陸したイングランド軍は北部の都市ルーアンを陥落させ、ノルマンディーもイングランドの手に落ちた。国王に忠誠を誓うアルマニャック派と親英のブルゴーニュ派は内戦状態に突入していた。絶望的な戦況の中で、フランスの王太子（ドーファン）シャルル（後のシャルル7世）は1419年、同盟国のスコットランド王国に助けを求めて援軍を得た。ヘンリー5世は弟のクラレンス公トマス・オブ・ランカスターをフランス駐留軍の司令官として残して1421年はじめに帰国するが、同年3月に起きたボージェの戦いでイングランド軍はフランス・スコットランド連合軍に敗れてクラレンス公が戦死した。
弟の戦死の報を聞いたヘンリー5世は復讐のために4,000の兵を率いて6月にフランス・カレーに再上陸し、イングランドの支配下にあったパリの支援に急行した。当時パリはモー、ドルー、ジョワニーを拠点とするフランスの軍勢に脅かされていたため、ヘンリー5世はこの脅威を排除すべくドルーを攻め落とすと更に南進してヴァンドーム、ボージャンシーなどの諸都市を攻略し、フランス側の一大拠点であるオルレアンに向かった。しかし補給が十分でなかったため、オルレアンの包囲を3日で解くと再び北上し、20,000以上の兵でモーを包囲した。

## 戦闘
包囲は1421年10月6日に始まった。地下坑道の掘削と爆破工作により、外壁はすぐに崩壊したが、守備隊も粘り強く抵抗した。イングランド軍も攻城戦が長引くにつれて犠牲が増え、戦死した数千の中には名だたる貴族たちも含まれるようになっていった。また、陣中には疫病が蔓延し、赤痢や天然痘で死亡する者も増えていった。ヘンリー5世も体調を崩したが、落城するまでは陣を離れようとしなかった。12月、本国から妃のキャサリン・オブ・ヴァロワが王子ヘンリー（後のヘンリー6世）を生んだという知らせが入った。1422年5月10日までに、ようやくモーの町とフランス軍守備隊は降伏した。しかし、この時点でヘンリー5世は赤痢に罹患しており、病状はかなり悪化していた。馬に乗ることもできなくなっていたヘンリー5世は、運び込まれた先のヴァンセンヌで8月31日に35年の生涯を閉じた。

## その後
内紛状態に陥っていたフランス側に対して積極的な攻勢を仕掛けたヘンリー5世の死により、百年戦争の戦況は再び混沌とし始めた。イングランド王位を継いだヘンリー6世は幼少のため、摂政のベッドフォード公ジョン・オブ・ランカスターが後見し、戦争を継続した。1423年のクラヴァンの戦い、1424年のヴェルヌイユの戦いでフランス軍は連敗を喫し、1428年からのオルレアン包囲戦でフランスは窮地に追い込まれる。そこに登場して戦況を一変させたのが「オルレアンの乙女」ジャンヌ・ダルクだった。